# 11238 Johanmaurits
11238 Johanmaurits è un asteroide della fascia principale. Scoperto nel 1960, presenta un'orbita caratterizzata da un semiasse maggiore pari a 2,2233848 UA e da un'eccentricità di 0,0651743, inclinata di 3,87894° rispetto all'eclittica.